# Luís Filipe Madeira
Luís Filipe Nascimento Madeira (ur. 30 września 1940 w Alte w gminie Loulé) – portugalski polityk, prawnik i urzędnik, wieloletni parlamentarzysta krajowy, od 1986 do 1989 poseł do Parlamentu Europejskiego II kadencji.

## Życiorys
Ukończył studia prawnicze na Uniwersytecie w Coimbrze, praktykował jako adwokat. W 1969 kandydował do parlamentu z listy Portugalskiego Ruchu Demokratycznego, potem dołączył do Partii Socjaldemokratycznej. Od 16 sierpnia 1974 do 17 kwietnia 1975 był gubernatorem cywilnym dystryktu Faro. W latach 1975–1976 należał do Zgromadzenia Konstytucyjnego. Następnie od 1976 do 1999 (z przerwą na lata 1983–1985) zasiadał w Zgromadzeniu Republiki I, II, IV, V, VI i VII kadencji, reprezentując okręg Faro. Od 1976 do 1978 był podsekretarzem stanu w ministerstwie turystyki, a w latach 1978–1979 członkiem Zgromadzenia Parlamentarnego Rady Europy. Od 1983 do 1987 kierował regionem turystycznym Algarve.
Od 1 stycznia 1986 do 13 września 1987 sprawował mandat posła do Parlamentu Europejskiego w ramach delegacji krajowej, w 1987 wybrano go w wyborach bezpośrednich. Przystąpił do frakcji socjalistycznej, od 1986 do 1989 był jej wiceprzewodniczącym. Należał m.in. do Komisji ds. Rolnictwa, Rybołówstwa i Rozwoju Wsi.
Jego córka Jamila Madeira także została politykiem.